# Clasificarea științifică a peștilor cartilaginoși
Sistematica peștilor cartilaginoși cuprinde și specii dispărute:
- Subclasa Holocephali
  - Supraordin Paraselachimorpha †
    - Ordin Orodontiformes †
    - Ordin Petalodontiformes †
    - Ordin Helodontiformes †
    - Ordin Iniopterygiformes †
    - Ordin Deebeeriiformes †
    - Ordin Eugeneodontiformes †

  - Supraordin Holocephalimorpha
    - Ordin Psammodontiformes †
    - Ordin Copodontiformes †
    - Ordin Squalorajiformes †
    - Ordin Chondrenchelyiformes †
    - Ordin Menaspiformes †
    - Ordin Cochliodontiformes †

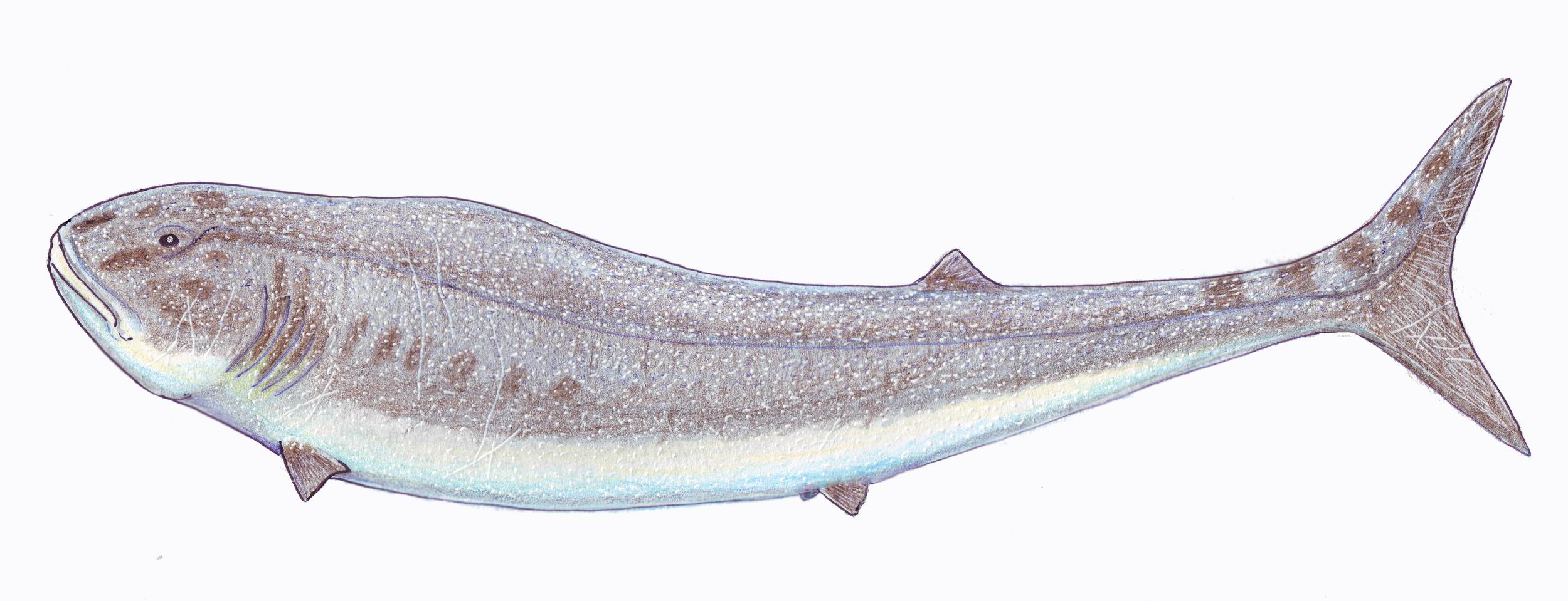
Orodus sp. †

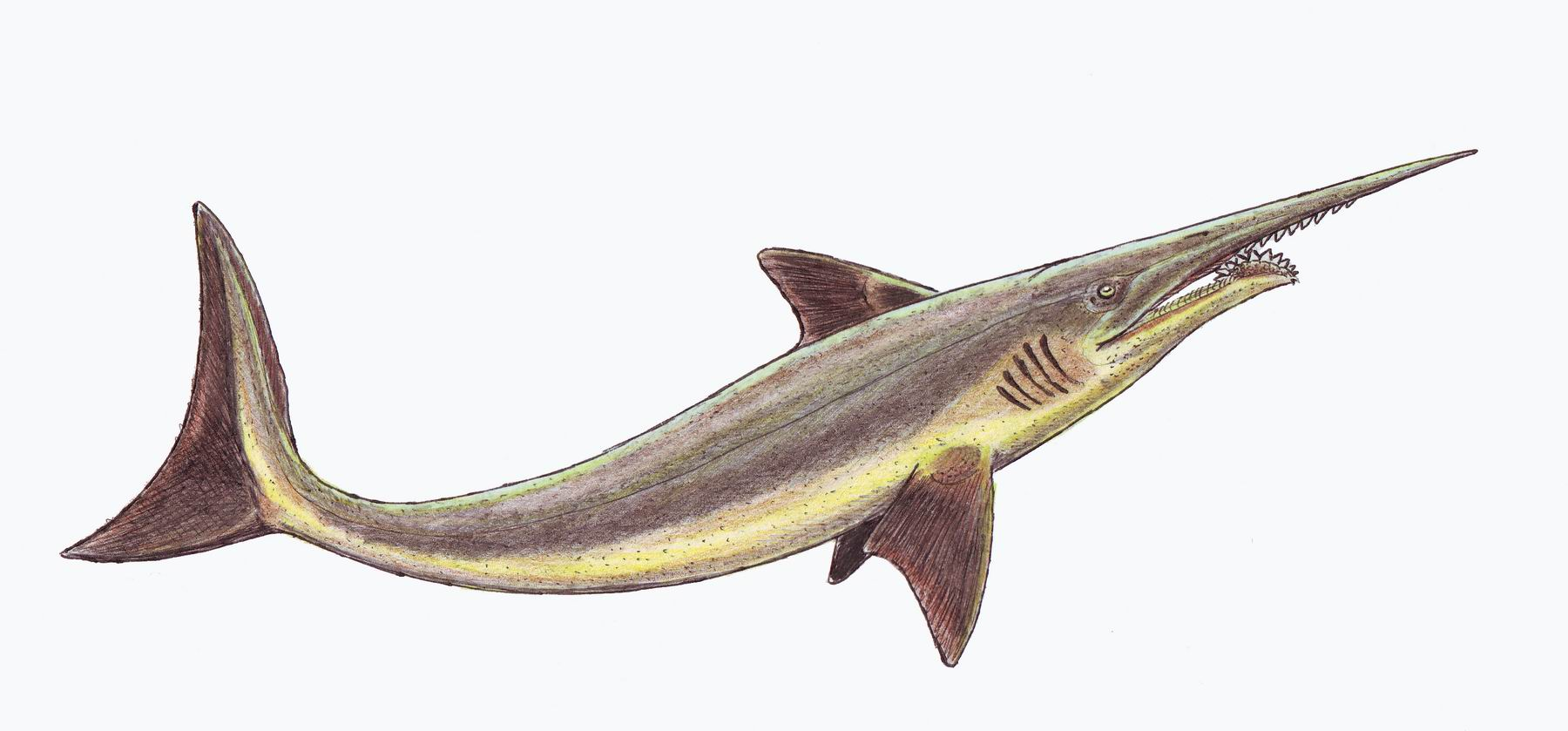
Sarcoprion edax †

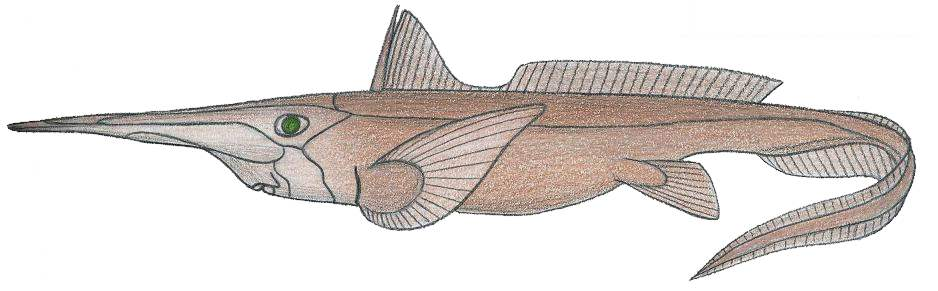
Rhinochimaera atlantica

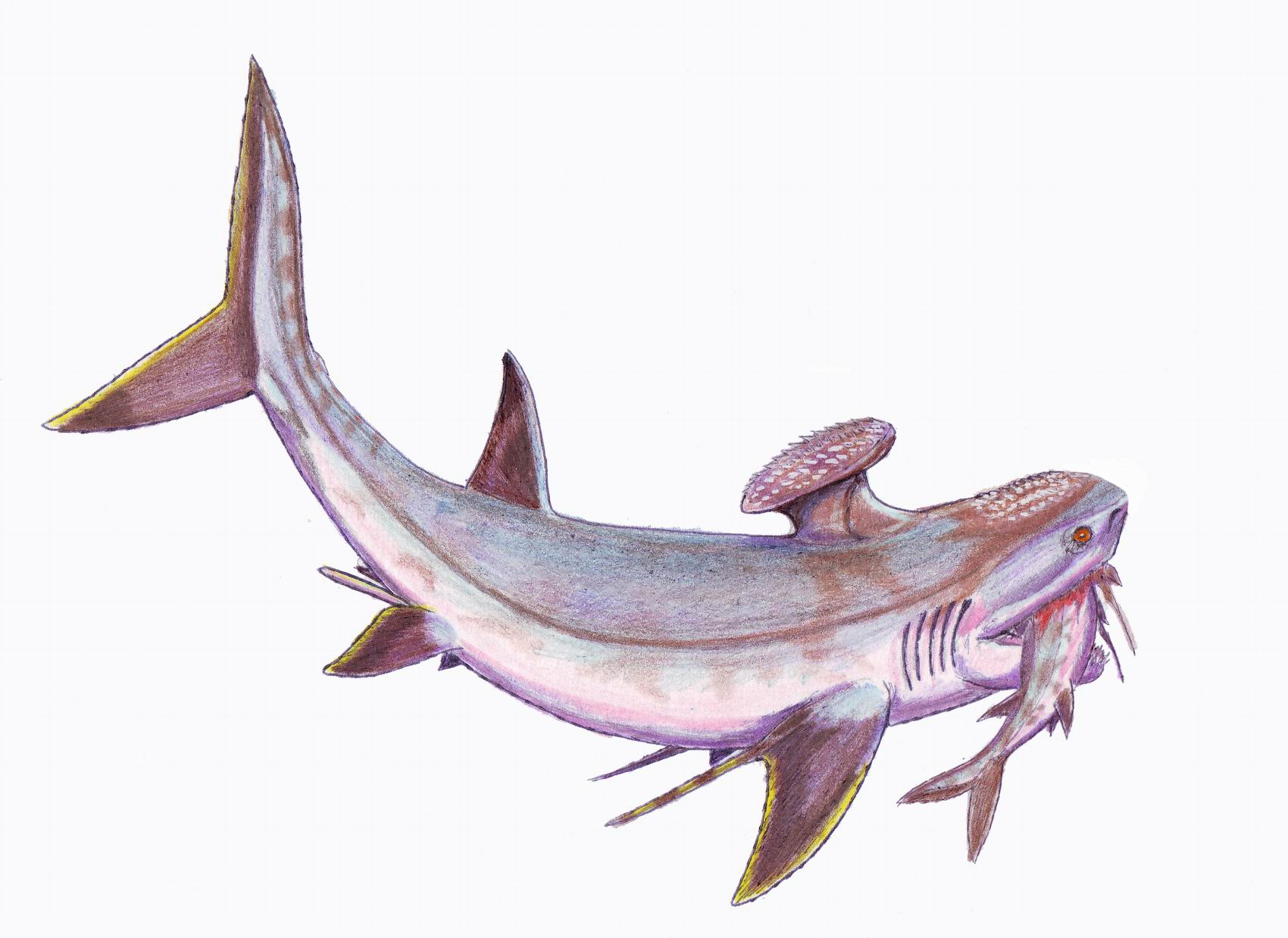
Stethacanthus productus †

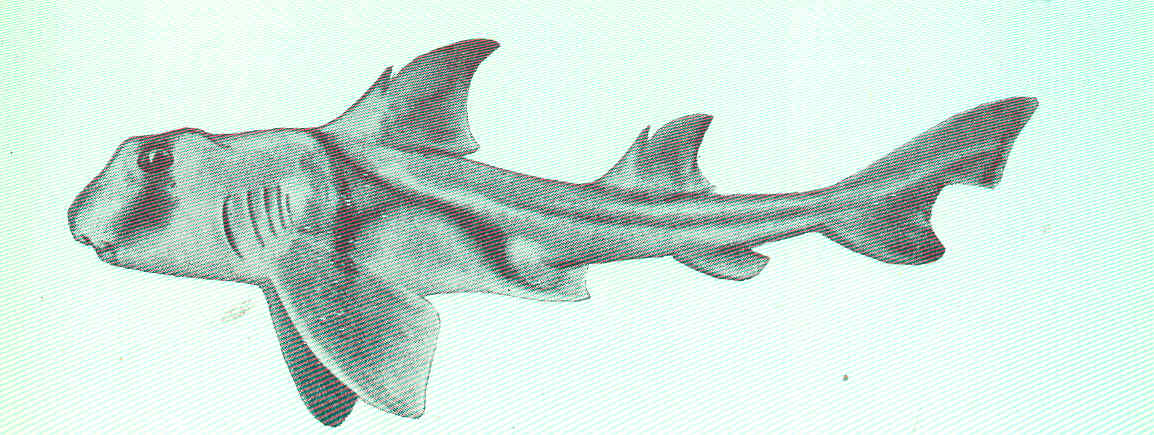
Heterodontus philippi

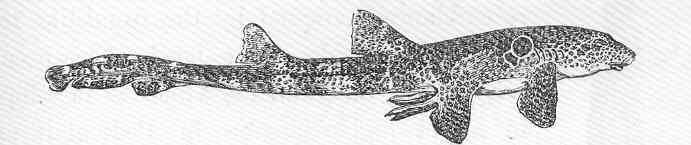
Chiloscyllium trispeculare

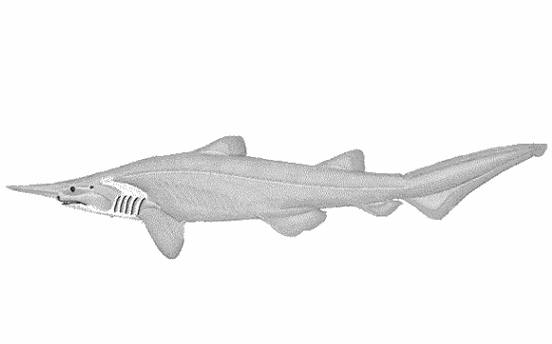
(Mitsukurina owstoni)

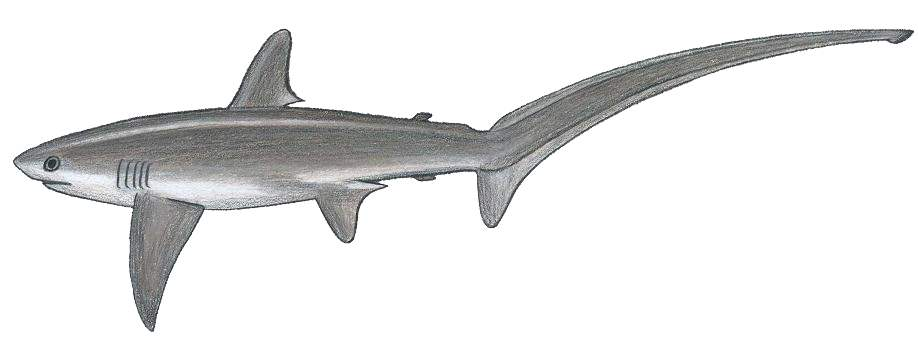
(Alopias vulpinus)

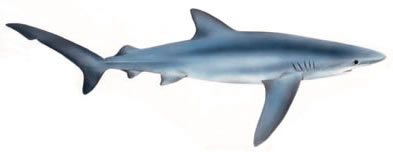
(Prionace glauca)

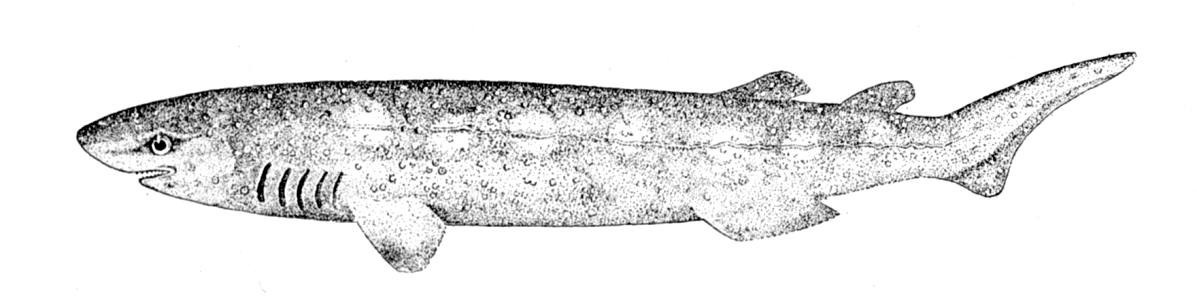
(Echinorhinus brucus)

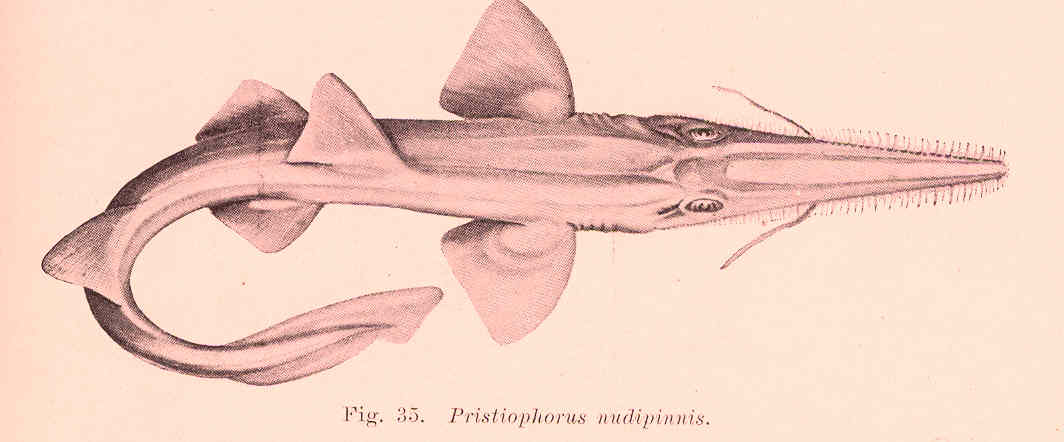
(Pristiophorus nudipinnis)

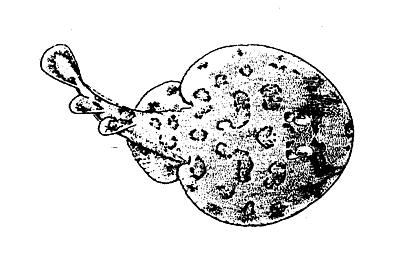
Narcine brasiliensis

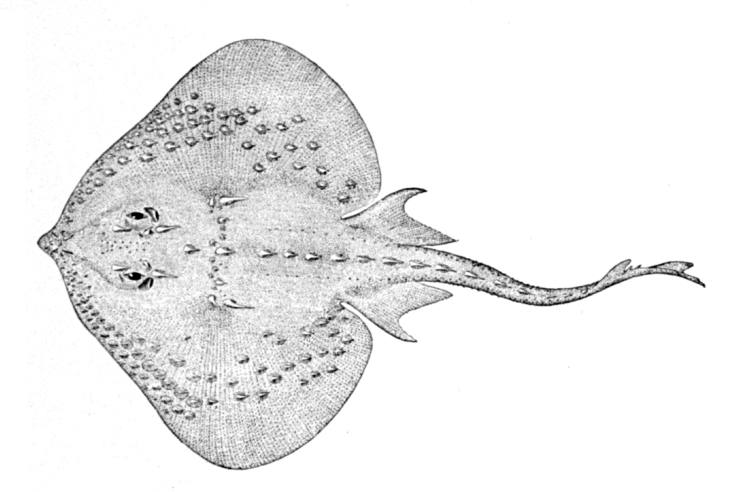
Amblyraja radiata

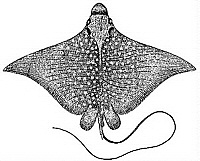
(Aetobatus narinari)

    - Ordin Pisica de mare (Chimaeriformes)
      - (Callorhinchidae)
      - (Chimaeridae)
      - (Rhinochimaeridae)
- Subclasa (Elasmobranchii)
  - Plesioselachus †
  - Squatinactiformes †
  - Protacrodontiformes †
  - Cladoselachimorpha †
    - "Cladodus" †
    - Cladoselachiformes †
    - Symmoriida †

  - Xenacanthimorpha
    - Xenacanthiformes †

  - Euselachi
    - Ctenacanthiformes †
    - Hybodontiformes †
      - Neoselachii
        - Rechini (Selachii)
          - Supraordin Galeomorphii
            - Ordin  (Heterodontiformes)
              - (Heterodontidae)

            - Ordin (Orectolobiformes)
              - Subordin Parascyllioidei
                - (Parascyllidae)

              - Subordin Orectoloboidei
                - (Brachaeluridae)
                - (Orectolobidae)
                - (Hemiscylliidae)
                - (Stegostomatidae)
                - (Ginglymostomatidae)
                - (Rhincodontidae)

            - Ordin (Lamniformes)
              - (Odontaspididae)
              - (Mitsukurinidae)
              - (Pseudocarchariidae)
              - (Megachasmidae)
              - (Alopiidae)
              - (Cetorhinidae)
              - (Lamnidae)

            - Ordin (Carcharhiniformes)
              - (Scyliorhinidae)
              - (Proscylliidae)
              - (Pseudotriakidae)
              - (Leptochariidae)
              - (Triakidae)
              - (Hemigaleidae)
              - (Carcharhinidae)
              - (Sphyrnidae)

          - Supraordin Squalomorphi
            - Ordin Hexanchiformes
              - (Chlamydoselachidae)
              - (Hexanchidae)

            - Ordin Echinorhiniformes
              - (Echinorhinidae)

            - Ordin (Squaliformes)
              - (Squalidae)
              - Centrophoridae
              - Etmopteridae
              - Somniosidae
              - Oxynotidae
              - Dalatiidae

            - Ordin Protospinaciformes
              - Protospinasidae †

            - Ordin  (Squatiniformes)
              - (Squatinidae)

            - Ordin  (Pristiophoriformes)
              - (Pristiophoridae)

        - Calcani (Batoidea)
          - Ordin (Torpediniformes) 
            - Narcinidae
            - (Torpedinidae)

          - Ordin Pristiformes 
            - (Pristidae)

          - Ordin Rajiformes
            - Rhinidae
            - Rhynchobatidae
            - (Rhinobatidae)
            - (Rajidae)

          - Ordin Myliobatiformes
            - Subordin Platyrhinoidei
              - Platyrhinidae

            - Subordin Zanobatoidei
              - Zanobatidae

            - Subordin Myliobatoidei
              - Suprafamilie Hexatrygonoidea
                - (Hexatrygonidae)

              - Suprafamilie Urolophoidea
                - (Plesiobatidae)
                - (Urolophidae)

              - Suprafamilie Urotrygonoidea
                - Urotrygonidae

              - Suprafamilie Dasyatoidea
                - (Dasyatidae)
                - (Potamotrygonidae)
                - (Gymnuridae)
                - (Myliobatidae)